# Рыбнов, Александр Васильевич
Александр Васильевич Рыбно́в (1906—1992) — советский российский хоровой дирижёр, педагог. Народный артист СССР (1971).

## Биография
Александр Рыбнов родился 19 августа (1 сентября) 1906 года в Москве.
В детские годы жил в Дмитрове Московской губернии, пел в хорах Успенского собора и Казанской церкви.
В 1914—1923 годах учился в Московском синодальном училище церковного пения (с 1918 — Государственная народная хоровая академия). В 1927 году окончил хоровой, в 1930 — музыкально-теоретический факультеты Московской консерватории им. П. И. Чайковского. Ученик Н. М. Данилина и П. Г. Чеснокова.
С 1930 года — хормейстер Большого театра, с 1943 — ведущий хормейстер филиала театра, в 1958—1988 — главный хормейстер Большого театра. За 40 лет работы участвовал в постановке 65 спектаклей. Хор под его управлением участвовал в исполнении 9-й симфонии Л. ван Бетховена, кантаты «Казнь Степана Разина» Д. Д. Шостаковича и др.
В 1934—1950 годах — руководитель самодеятельного хора Московского автозавода имени И. В. Сталина.
В 1954—1967 годах — доцент Государственного музыкально-педагогического института имени Гнесиных (ныне Российская академия музыки имени Гнесиных).
Член ВКП(б) с 1944 года.
Александр Васильевич Рыбнов умер 21 июня 1992 году в Москве. Похоронен на Ваганьковском кладбище.

## Награды и звания
- Заслуженный деятель искусств РСФСР (1959)
- Народный артист РСФСР (1965)[4]
- Народный артист СССР (1971)
- Сталинская премия второй степени (1950) — за участие в создании оперного спектакля «Мазепа» П. И. Чайковского на сцене филиала ГАБТ
- Орден Ленина (1976)[5]
- Орден Октябрьской Революции
- Орден Дружбы народов (1980)[6]
- Два ордена «Знак Почёта» (в том числе 1951[7])
- Медали.

## Участие в постановках
- 1945 — «Псковитянка» Н. А. Римского-Корсакова
- 1947 — «Царская невеста» Н. А. Римского-Корсакова
- 1948 — «Проданная невеста» Б. Сметаны
- 1948 — «Фауст» Ш. Гуно
- 1949 — «Мазепа» П. И. Чайковского
- 1952 — «Сорочинская ярмарка» М. П. Мусоргского
- 1954 — «Фиделио» Л. ван Бетховена
- 1955 — «Франческа да Римини» С. В. Рахманинова
- 1957 — «Укрощение строптивой» В. Я. Шебалина
- 1958 — «Чародейка» П. И. Чайковского
- 1959 — «Война и мир» С. С. Прокофьева
- 1962 — Фальстаф Дж. Верди
- 1963 — «Летучий голландец» Р. Вагнера
- «Борис Годунов» М. П. Мусоргского
- «Хованщина» М. П. Мусоргского
- «Князь Игорь» А. П. Бородина
- «Садко» Н. А. Римского-Корсакова
- «Сказание о невидимом граде Китеже…» Н. А. Римского-Корсакова
- «Пиковая дама» П. И. Чайковского
- «Руслан и Людмила» М. И. Глинки
- «Аида» Дж. Верди
- «Семён Котко» С. С. Прокофьева
- «Декабристы» Ю. А. Шапорина
- «Зори здесь тихие» К. В. Молчанова
- «Вражья сила» А. Н. Серова
- «Оптимистическая трагедия» А. Н. Холминов
- «Похищение луны» О. В. Тактакишвили
- «Мёртвые души» Р. К. Щедрина